# Любимова, Валентина Александровна
Валентина Александровна Люби́мова (Любимова-Маркус; 4 [16] ноября 1895, Щурово, Московская губерния — 26 мая 1968, Москва) — советский драматург. Лауреат Сталинской премии второй степени (1949).

## Биография
Валентина Любимова родилась 4 (16) ноября 1895 года в селе Щурово (ныне в черте города Коломна) в семье священника. Училась в сельской школе. В 1905—1912 годах училась в Рязанском среднем учебном заведении. В формировании её мировоззрения большую роль сыграл местный учитель словесности. В 1912—1917 годах училась на филологическом факультете Высших женских курсов в Москве, затем работала один год учителем русского языка в гимназии города Зарайск. После этого вернулась в Москву и преподавала там в школе на Садовой-Кудринской, где, несмотря на молодость, её избрали председателем школьного совета. Затем работала в отделе народного образования. В 1926 году вышла в свет первая книжка её стихов «Как Гришка с дедом мёд ломал». С этого времени писательница начала сотрудничать в детских журналах. В 1930 году после выхода в свет первой пьесы в стихах «Как бабушка Авдотья в колхоз записалась» Валентина Александровна становится профессиональным детским драматургом.
В. А. Любимова умерла 26 мая 1968 года. Похоронена в Москве на Введенском кладбище (8 уч.).

## Творчество
Автор около 20 пьес: «Сильнее всего», «Школа гордости», «Сережа Стрельцов» (1936), «В начале мая» (1946), «Снежок» (1948), «Настоящий друг» (1949), «У опасной черты» (1954, второе название пьесы после её переработки «В стороне»), «Возле старых ясеней» (1957), «Детям до шестнадцати лет…» (1960), «На каникулах» («Ветрянка», 1962), «Твой дом», «Возле старых ясеней» а также сказки «Одолень-трава», сценарий фильма «Семиклассники» (1938). Автор поднимает и решает вопросы, волнующие каждого пионера и школьника: о дружбе и товариществе, об отношениях в коллективе, о том, каким должен быть юный гражданин Советской Страны.
Пьесы Валентины Любимовой ставились в Ереванском ТЮЗе, Владимирском драматическом театре, центральном детском театре, Свердловском ТЮЗе, Рижском ТЮЗе, Московском ТЮЗе, Сызранском театре драмы, Киевском ТЮЗе, Саратовском ТЮЗе («В начале мая» (1947, постановка Ю. П. Киселёва), «Снежок» (1948, постановка Ю. П. Киселёва).
Наибольшую известность получила пьеса В. А. Любимовой «Снежок», рассказывающая о судьбе негритянского мальчика, которого расисты изгнали из школы.

## Театральные постановки
В 2009 году Московским государственным историко-этнографическим театром поставлен детский спектакль по сказке Любимовой «Одолень-трава»

## Награды и премии
- Сталинская премия второй степени (1949) — за пьесу «Снежок» (1948)[8]